# Parapristipomoides
Parapristipomoides is een monotypisch geslacht van straalvinnige vissen uit de familie van de snappers (Lutjanidae), orde baarsachtigen (Perciformes).

## Soort
- Parapristipomoides squamimaxillaris (Kami, 1973)